# ماغدالينا مينيفسكا
ماغدالينا مينيفسكا (بالبلغارية: Магдалина Миневска؛ من مواليد 2 ديسمبر 2005) هي لاعبة جمباز إيقاعي بلغارية. حصلت على الميدالية الذهبية في الجمباز الشامل مع الفريق البلغاري في البطولة الأوروبية الشاملة لعام 2024 مع الفريق البلغاري بالإضافة إلى الميدالية الذهبية في الجمباز الفريق.
تم اختيارها للمشاركة في الألعاب الأولمبية الصيفية 2024 في باريس، حيث حصلت مع الفريق البلغاري مارغريتا فاسيليفا وصوفيا إيفانوفا وراشيل ستويانوف وكاميليا بيتروفا على المركز الرابع في ترتيب النهائي بعد ارتكاب أخطاء في روتين الحلقات الخمس.